# Nico Porteous
Nico Porteous (Hamilton, 23 november 2001) is een Nieuw-Zeelandse freestyleskiër. Hij nam deel aan de Olympische Winterspelen 2018 en die van 2022 waar hij een gouden medaille wist te winnen. Hij is de jongere broer van freestyleskiër Miguel Porteous.

## Carrière
Bij zijn wereldbekerdebuut, in december 2016 in Copper Mountain, scoorde Porteous direct wereldbekerpunten. In februari 2017 behaalde de Nieuw-Zeelander in Pyeongchang zijn eerste toptienklassering in een wereldbekerwedstrijd. Op de wereldkampioenschappen freestyleskiën 2017 in de Spaanse Sierra Nevada eindigde hij als twaalfde in de halfpipe. Tijdens de Olympische Winterspelen van 2018 in Pyeongchang veroverde Porteous de bronzen medaille in de halfpipe.
In december 2018 stond de Nieuw-Zeelander in Secret Garden voor de eerste maal in zijn carrière op het podium van een wereldbekerwedstrijd.
Bij de Olympische Winterspelen 2022 won Porteous een gouden medaille op de halfpipe voor het freestyleskiën. Het was de tweede gouden medaille van Nieuw-Zeeland ooit op de winterspelen.

## Resultaten

### Olympische Winterspelen
| Jaar | Plaats      | Resultaten |
| ---- | ----------- | ---------- |
| 2018 | Pyeongchang | Halfpipe   |
| 2022 | Beijing     | Halfpipe   |

### Wereldkampioenschappen
| Jaar | Plaats        | Resultaten   |
| ---- | ------------- | ------------ |
| 2017 | Sierra Nevada | 12e Halfpipe |
| 2019 | Park City     | 9e Halfpipe  |

### Wereldbeker
Eindklasseringen
| Seizoen   | Algm | HP     |
| --------- | ---- | ------ |
| 2016/2017 | 120e | 17e    |
| 2017/2018 | 93e  | 19e    |
| 2018/2019 | 14e  | Zilver |